# 直萼黄芩
直萼黄芩（学名：Scutellaria orthocalyx），为唇形科黄芩属下的一个植物种。